# گونتر لیش
گونتر لیش (آلمانی: Günter Lyhs؛ زادهٔ ۲۰ آوریل ۱۹۳۴) ژیمناست هنری اهل آلمان بود.
وی در مسابقات کشوری و بین‌المللی در مجموع برندهٔ ۱ مدال برنز شده‌است.